# Laelia gouldiana
Laelia gouldiana là một loài lan trong chi Laelia và là loài bản địa của México.
Loài này có thể cao 1 mét (3 feet) và có màu hồng.

## Hình ảnh

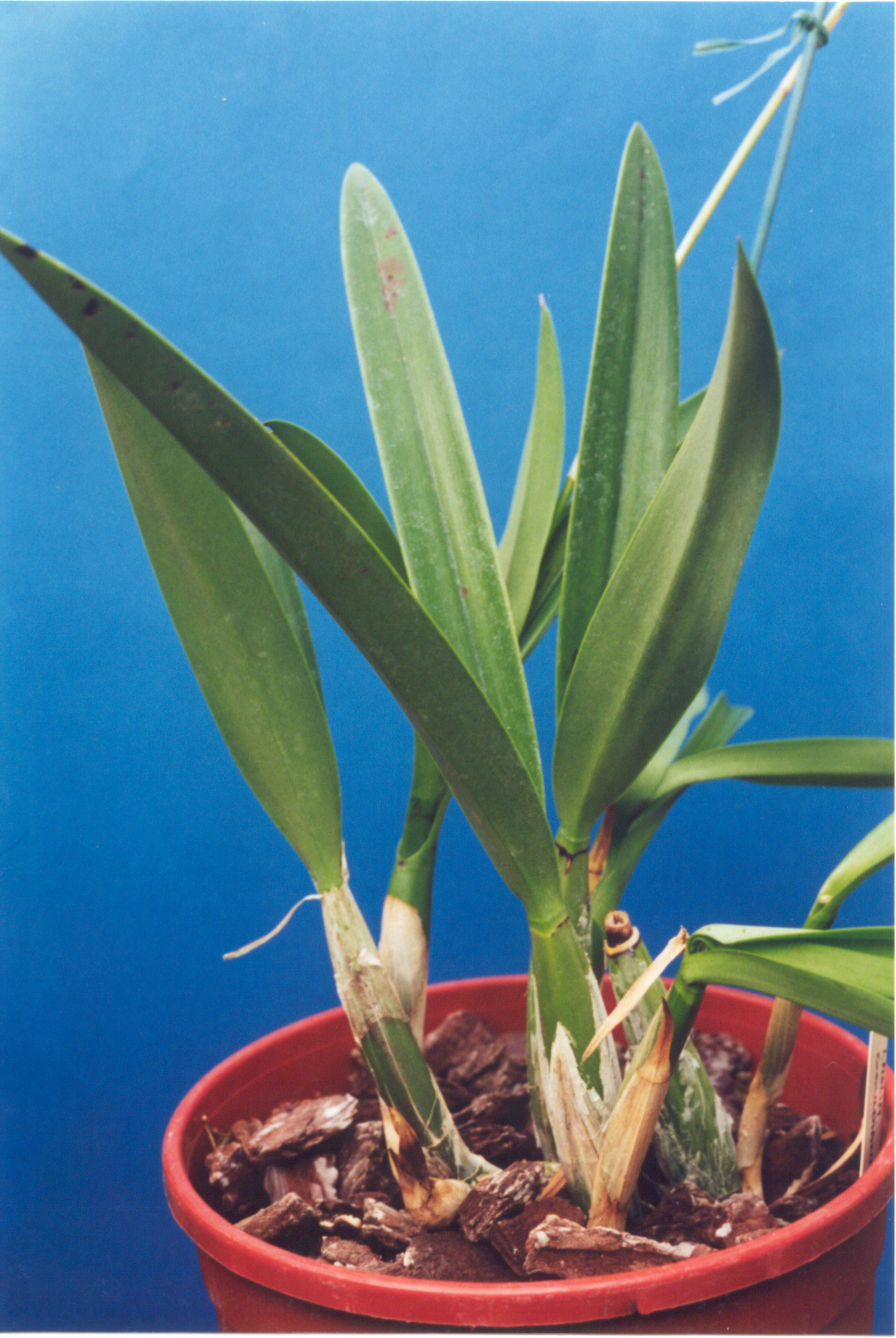
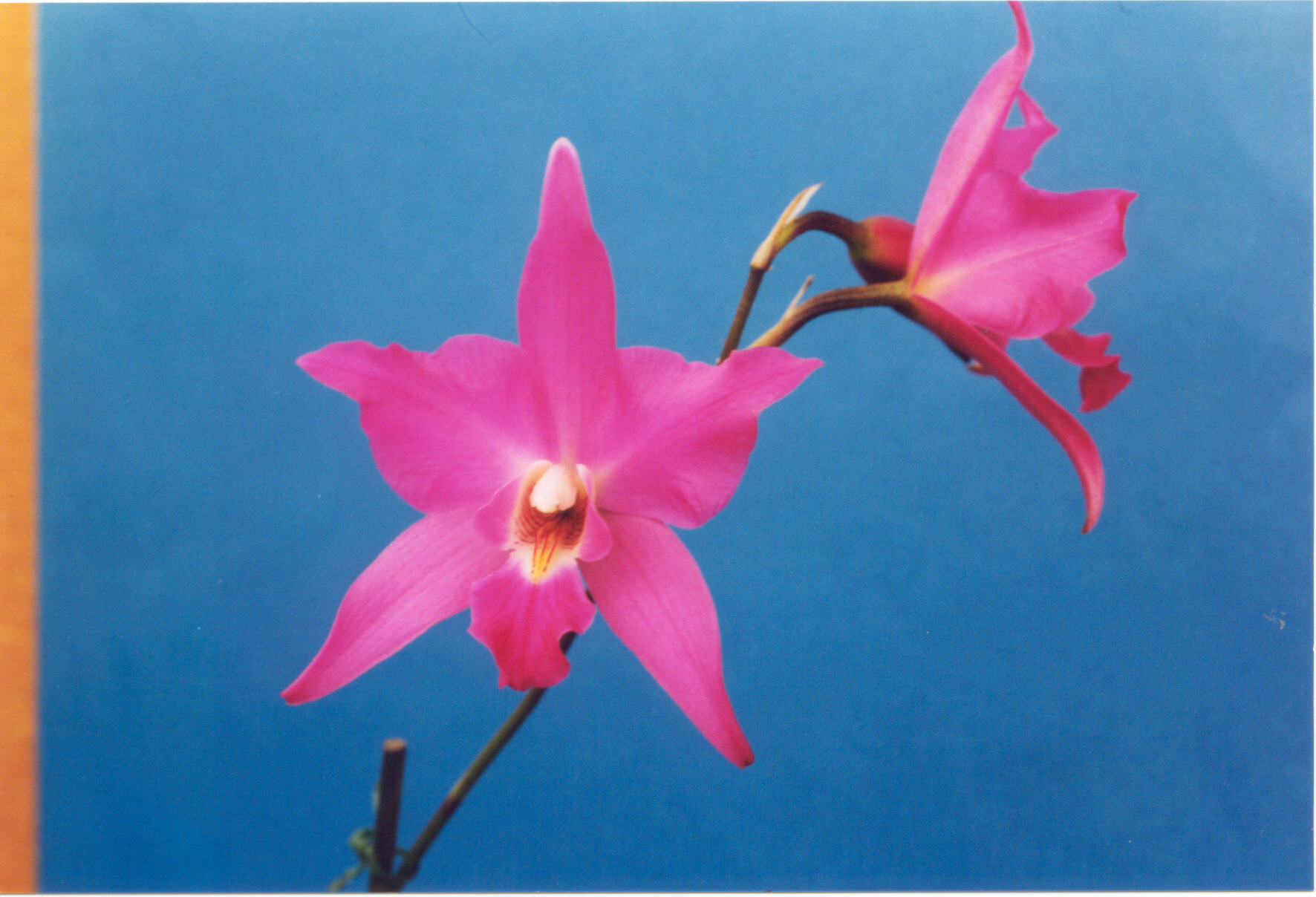
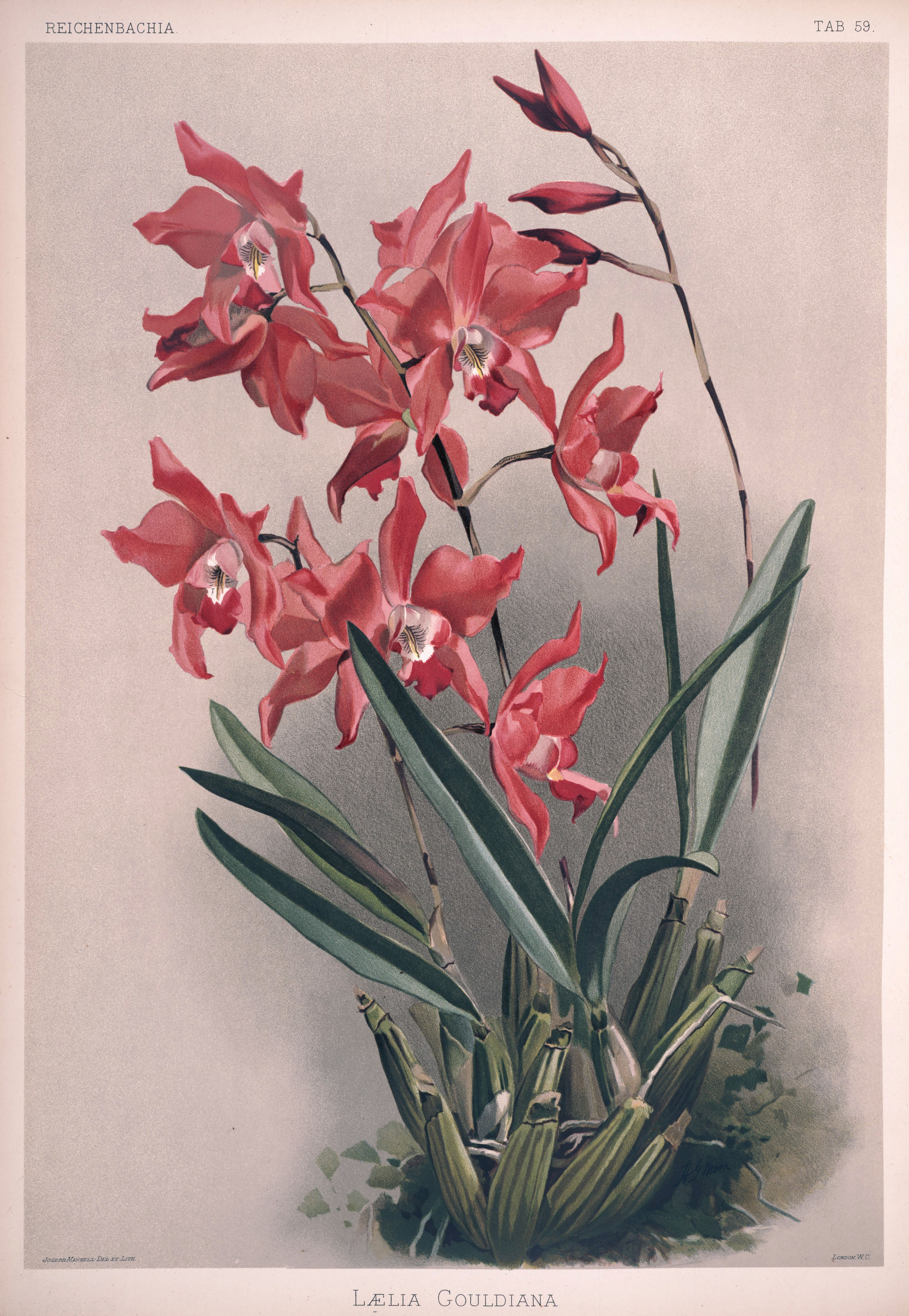
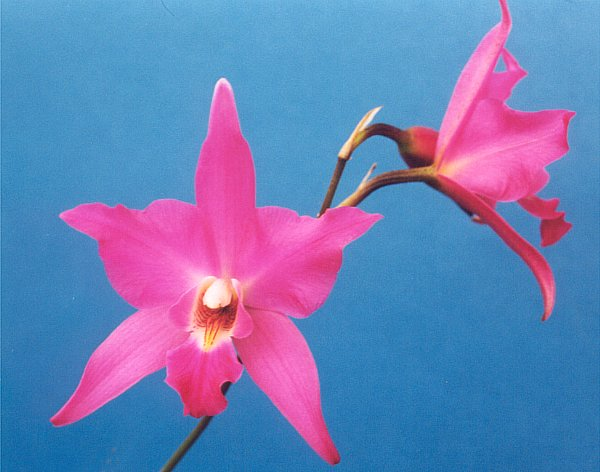